# Clémence-Annick Burgard
Clémence Burgard, dite Clémence-Annick Burgard, née le 7 février 1923 à Lyon et morte le 16 janvier 2019 à Notre-Dame-de-Courson, est une résistante française.

## Biographie
Née Clémence Jayet, son prénom est en hommage à Georges Clemenceau. Elle fait partie d'une famille de convictions gaullistes où les parents accueillent chez eux des évadés durant la Seconde Guerre mondiale.

### Résistance
Étudiante en droit à l'Université de Lyon, elle entre en résistance dans le réseau de Libération-sud avec Serge Ravanel en tant qu'agent de liaison et effectue des missions au sein de Combat, puis devient permanente de Libération-sud et des Mouvements unis de la Résistance. 
Elle est arrêtée sur dénonciation le 29 juillet 1944 avec 27 membres du réseau. Torturée par la Gestapo, elle est détenue à la prison Monluc.
Elle est incarcérée jusqu'à la Libération des lieux le 24 août 1944. 
A la Libération, elle décide de garder son nom de résistance, "Annick", auprès du prénom "Clémence".  

### Après-guerre
Elle épouse en 1949 le styliste Robert Burgard et fait sa carrière au Musée de l'Armée, puis au Mémorial de Verdun, puis au ministère des Anciens combattants, avant de se consacrer entièrement au témoignage et à la transmission notamment auprès des jeunes. Elle est membre du Concours national de la Résistance et de la Déportation et médiatrice culturelle au Musée de l'Ordre de la Libération.  
Elle meurt dans le Calvados le 16 janvier 2019, à l'âge de 96 ans. Un jardin porte son nom à Paris, dans le 17e arrondissement, ainsi qu’une place à Notre-Dame-de-Courson.

## Distinctions
- Chevalier de la Légion d'honneur
- Officier de l'ordre national du Mérite
- Médaille de la Résistance française (décret du 24 avril 1946)
- Croix du combattant volontaire de la Résistance